# Благодетелен съюз
Благодетелният съюз е организация в София на емигранти от Македония и Одринска Тракия и българи от свободна България, която има за цел подпомагане на материалното положение на българите в Османската империя, съществувала от 1905 до 1912 година.
След успешния край на Рилския конгрес на Вътрешната македоно-одринска революционна организация през октомври 1905 година, на който е запазено единството на организацията, в средите на емиграцията в България отново се появява идеята за създаване на емигрантска благодетелна организация, която да замести разпуснатата през 1903 година Македоно-одринска организация.
Още на 14 септември 1905 година в София по инициатива на варненската емигрантска колония се явяват представители на няколко града – Видин, Добрич, Плевенъ, Търново, Стара Загора и Ямбол, които избират тричленен комитет в състав Андрей Ляпчев — София, Андрей Башев — Плевен и Владимир Дякович – Варна), на който възлага да извърши подготвителната работа за свикване на всенародна конференция по македонските работи. На 21 ноември комитетът разпраща позив, в който се определя датата за конференция – 4 декември и се казва:
| „ | Aко досегашната апатия на свободния българинъ можеше отчасти да се оправдае съ това, че активнитѣ за свободата на македонския робъ дейци бѣха въ взаимни недоразумения и даже враждебность, но следъ тяхното обединение, следъ тѣхното послушване гласътъ на съвѣстьта, на патриотизма, следъ тѣхната готовность да рабoтятъ съ общи сили и самоотверженость — намъ, на свободнитѣ българи, непрoстенo e, престѫпно дори ще бѫде, да стоимъ въ мълчание, да бѫдемъ безучастни зрители на всѣкидневнитѣ катастрофи, разразявани въ горене на села, поголовно убиване нa цѣли семейства, включително и деца и други нечувани жистовства надъ гроба. | “ |

В цялата са страна са избрани 296 делегати, а на конференцията на 4 декември в София се събират 250 от тях, които на практика представляват целия идеологически и политически спектър на българското общество и всички течения на македонското дело. Сред делегатите са Петър Гудев, доктор Петър Стайков, доктор Сава Иванчов, Жечо Бакалов, Петър Пешев, Янко Сакъзов, Андрей Ляпчев, Михаил Такев, Никола Кънев, Рашко Маджаров, Атанас Краев, Т. Тодоров, Сава Бобчев, Димитър Христов, Стоян Костурков, професор Любомир Милетич, професор Димитър Агура, професор Иван Георгов, Михалаки Георгиев, Цанко Бакалов, Стоян Михайловски, генерал Иван Цончев, Христо Матов, Христо Татарчев, Димо Хаджидимов, Иван Кепов, Тома Карайовов. Основен двигател на конференцията са Андрей Ляпчев и Сава Иванчов.
След четиридневни заседания конференцията приема устава на новообразуваната организация, която е наречена Благодетелен съюз, и която има за цел
| „ | да дава морална и материална подкрепа на угнетенитѣ българи въ Македония и Одринско. | “ |

Конференцията гласува и две резолюции. В първата се казва, че автономията е „единствено справедливо и радикално решение на македонския въпрос“. А във втората се апелира към българското правителство да „вземе всички възможни мерки“ за прекратяване на опустошителната дейност на подпомаганите от турската власт гръцки и сръбски чети спрямо българското население в Македония и Одринско.
Благодетелният съюз се състои от благотворителни дружества с редовни и почетни членове и се управлява от едно тяло от 15 души софийски жители, избирани за две години от събора на дружествените делегати. При разискванията е отхвърлена идеята за употребяване на помощта чрез ВМОРО и се подчертава чисто благотворителния характер на Съюза. За да се изрази всенародното единство около македонските дела в избраното от конференцията управително тяло влизат хора от всички политически партии – Иван Георгов и Славчо Бабаджанов - демократи, Мартин Тодоров и доктор Тодор Бракалов - стамболовисти, Христо Попов и Кръстан Доцев - радослависти, М. Калъпов и Ф. Бончев - тончевисти, Димитър Христов и доктор Андрей Ходжов - прогресисти, доктор Полихрон Нейчев и доктор Борис Вазов - народняци, Тодор Влайков и Никола Найденов - радикалдемократи и Янко Сакъзов - социалдемократ. Пръв председател на Благодетелния съюз е Иван Георгов, подпредседатели Тодор Влайков и Ф. Бончев.